# René Laloux
René Laloux (Paris, 13 de Julho de 1929 – Angoulême, 14 de Março de 2004) foi um animador e diretor de filmes francês.

## Biografia
René Laloux nasceu na cidade de Paris em 1929, e ingressou em uma escola de artes na mesma cidade para estudar pintura. Durante sua adolescência, enquanto praticava teatro amador, ele conheceu o marionetista Yves Joly durante um estágio em Marly-le-Roi. Durante o serviço militar na Áustria, ele contraiu uma doença viral que o impediria posteriormente de seguir a profissão de marionetista. Após o serviço militar, ele trabalhou em vários ofícios não relacionados a talentos artísticos, como pintura e escrita. Sua carreira em animação começou quando ele ingressou, em 1956, como instrutor de atividades artísticas na clínica psiquiátrica de La Borde, em Cour-Cheverny, onde os médicos Jean Oury e Félix Guattari praticavam seus ofícios. Foi nessa mesma instituição psiquiátrica que ele desenvolveu, em 1960, o curta Os Dentes do Macaco (Les Dents du Singe), colaborando com o estúdio de Paul Grimault, e utilizando um roteiro escrito pelos pacientes da clínica La Borde. Neste mesmo ano, ele pararia de trabalhar na clínica para se dedicar ao ofício da animação.
Outro colaborador importante em seu trabalho foi Roland Topor, com quem Laloux realizou os curta-metragens Os Tempos Mortos (Les Temps Morts, 1964), As Lesmas (Les Escargots, 1965) e seu trabalho mais renomado, o longa-metragem Planeta Fantástico (La Planète Sauvage, 1973).
Na década de 1980, Laloux trabalhou também com Mœbius para criar o filme Les Maîtres du temps (Os Mestres do Tempo), que foi lançado em 1982. A colaboração de ambos foi marcada pelo baixo orçamento do filme, com Laloux responsabilizando esse fator por certas cenas menos elaboradas, levando em consideração o estilo próprio de Mœbius. Em 1987, Laloux lançou o filme Gandahar, conhecido no Brasil como ''Gandahar: os anos de luz'', dessa vez com a colaboração do artista francês Caza. O filme foi animado pelo SEK Studio, renomado estúdio de animação da Coreia do Norte.
Laloux morreu de ataque cardíaco no dia 14 de março de 2004 em Angoulême, Charente, Poitou-Charentes, na França.

## Filmografia
Longa-metragens
- O planeta selvagem (1973) (com Roland Topor)
- Os Mestres do Tempo (1982) (com Moebius)
- Gandahar: Os Anos de Luz (1987) (com Caza)

Curta-metragens
- Tick-Tock (1957)
- Os Achalunés (1958)
- Os Dentes do Macaco (Les Dents du singe) (1960)
- Os Tempos Mortos (Les Temps morts) (1964)
- As Lesmas (Les Escargots) (1965)
- O Jogo (1975)
- Controle de Qualidade (1984)
- Como Wang-Fo foi Salvo (Comment Wang-Fo fut sauvé) (1987)
- A Prisioneira (La Prisonnière) (1988)
- O Olho do Lobo (L'Œil du loup) (1998) (roteirista)